# Резолюция 817 на Съвета за сигурност на ООН
Резолюция 817 на Съвета за сигурност на ООН е приета единодушно на 7 април 1993 г., след като Съветът раглежда молбата на Бившата югославска република Македония за членство в Организацията на обединените нации. Резолюция 817 препоръчва на Общото събрание на ООН Бившата югославска република Македония да бъде приета за равноправен член на организацията.
В Резолюция 817 Съветът за сигурност уточнява, че взима това решение въпреки различията, породени около името на държавата, които се нуждаят от решение в интерес на съхраняването на мирните и добросъседски отношения в региона. Съобразявайки се с тези различия, Съветът за сигурност препоръчва за целите на дейността на ООН като официалното название на държавата да бъде използвано името Бивша югославска република Македония.